# Ballana aleta
Ballana aleta är en insektsart som beskrevs av Delong 1964. Ballana aleta ingår i släktet Ballana och familjen dvärgstritar. Inga underarter finns listade i Catalogue of Life.